# William Langhorne, 1. Baronet
Sir William Langhorne, 1. Baronet (* um 1634 in der City of London; † 26. Februar 1715) war ein englischer Kolonialadministrator der Englischen Ostindien-Kompanie.

## Leben
Er war der einzige Sohn unter den vier Kindern des William Langhorne, Händler der Englischen Ostindien-Kompanie, mit Grundbesitz in der Gemeinde St. Gabriel Fenchurch in der City of London und in Hitchin in Hertfordshire, aus dessen Ehe mit Mary Oxenbridge, Tochter eines Londoner Arztes. Langhorne studierte ab Oktober 1649 am Trinity College der Universität Cambridge und absolvierte ab Juli 1652 an der Gray’s Inn sowie ab August 1664 am Inner Temple eine juristische Ausbildung; er scheint jedoch nicht als Barrister praktiziert zu haben. Bei Tod seines Vaters erbte er insbesondere dessen Aktienanteile an der Ostindien-Kompanie, kam zu Geld und erwarb am 28. August 1668 den erblichen englischen Adelstitel eines Baronet, of Inner Temple in London.
1669 wurde Langhorne vom Court of Committees der Ostindien-Kompanie mit der Untersuchung einer Anklage wegen fiskalischen Vergehen beauftragt, die gegen Sir Edward Winter, den ehemaligen Agent der Ostindien-Kompanie und Gouverneur von Madras, erhoben worden war, mit dem Ergebnis, dass Langhorne im selben Jahr selbst zum Gouverneur von Madras ernannt wurde. Seine Ankunft in Fort St. George, Madras, am 14. Juni 1670 fiel mit einer kritischen Phase in der Geschichte der Siedlung zusammen. Jean-Baptiste Colbert hatte 1664 die Französische Ostindienkompanie gegründet, und 1672 besetzte der französische Admiral La Haye den portugiesischen Stützpunkt São Tomé de Meliapore, in der südlichen Nachbarschaft von Madras an der Koromandelküste. Langhorne verfolgte eine neutrale, pragmatische Politik, die darauf abzielte, die Interessen der Ostindien-Kompanie und seines eigenen Privathandels zu schützen. So wahrte er weitgehend eine neutrale Haltung gegenüber den Franzosen, die zu diesem Zeitpunkt die nominellen Verbündeten Englands waren, den Niederländern, mit denen sich England bald im Englisch-Niederländischen Seekrieg befand, und dem Sutan von Golkonda, der versuchte, São Tomé zurückzugewinnen. Als die Niederländer 1674 schließlich São Tomé in Besitz nahmen, begnügte er sich damit, den Franzosen sein Mitgefühl auszudrücken und gleichzeitig die Verteidigungsanlagen von Fort St. George zu verstärken.
1675 widerstand Langhorne erfolgreich einem Erpressungsversuch von Podela Lingappa, dem Naik (Vizegouverneur) des Bezirks Poonamallee, womit er allerdings unerwartet ein möglicherweise gefährliches Missverständnisses mit dem Sultan von Golkonda riskierte. 1676 zeigte er seinen toleranten Geist, indem er anlässlich der Einweihung einer römisch-katholischen Kirche in Madras einen Salut abfeuern ließ, und zog sich damit eine Zurechtweisung seitens der anglikanischen Direktoren in England zu. Eine Satzung, die er als Gouverneur verfasste, illustriert das zeitgenössische gesellschaftliche Leben der Siedlung: Zu seinen Vorschriften gehörte, dass niemand mehr als ein halbes Pint Arrak oder Weinbrand oder einen Liter Wein auf einmal trinken durfte; auf Praktiken wie Gotteslästerung, Duellieren, Fernbleiben vom Gebet oder Aufenthalt außerhalb der Mauern nach acht Uhr abends wurden strenge Strafen verhängt.
Als übertrieben gerissener Unternehmer wurde Langhorne, wie sein Vorgänger Winter, Opfer von Vorwürfen wegen unerlaubten Privathandels, wodurch er zusätzlich zu den ihm von der Ostindien-Kompanie zugestandenen jährlichen Ertrag von 300 £ die zu offensichtlich überzogene Summe von 7000 £ pro Jahr realisiert haben soll. Er wurde deshalb am 27. Januar 1678 von Streynsham Master in seinem Amt abgelöst und kehrte nach England zurück.
In England kaufte Langhorne 1680 von den Testamentsvollstreckern von William Ducie, 1. Viscount Downe, das Anwesen und Herrenhaus von Charlton in Kent, wo er sich niederließ. 1707 erwarb er auch Hampstead Manor. In den 1680er Jahren war er Investor der Sklavenhandelsgesellschaft Royal African Company, kaufte von 1683 bis 1684 Aktien im Wert von 4000 £ und verkaufte von 1688 bis 1689 Aktien im Wert von 4100 £. Außerdem fungierte von 1684 bis 1686 auch als Direktor („Assistent“) dieser Gesellschaft. In Charlton wurde Langhorne Friedensrichter und 1689 Kommissar des Court of Requests für das Hundred von Blackheath, er stiftete eine Schule und einige Armenhäuser und starb am 26. Februar 1715 im Ruf eines reichen Wohltäters. Er wurde im Nordschiff neben dem Chor der Pfarrkirche von Charlton bestattet.
Er hatte in erster Ehe 1699 Grace Chaworth, Dowager Viscountess Chaworth (1632–1700), Witwe des Patrick Chaworth, 3. Viscount Chaworth, und zweite Tochter von John Manners, 8. Earl of Rutland, geheiratet, die aber bereits am 15. Februar 1700 gestorben war. In zweiter Ehe hatte er am 16. Oktober 1714 Mary Aston († 1730) geheiratet, die nach seinem Tod George  Jones (oder John Jones) aus Twickenham heiratete. Beide Ehen blieben kinderlos.
Durch sein Testament, das am 8. März 1715 beurkundet wurde, hinterließ er mindestens 1600 £, die nach dem Schema der Queen Anne’s Bounty zur Aufstockung armer Pfründe anglikanischer Kleriker verwendet werden sollten. Mangels eigener Nachkommen fiel der Großteil seines Vermögens an den Sohn seiner Schwester, Sir John Conyers, 3. Baronet (1649–1719) und sein Adelstitel erlosch.

## Werke
Er war der Autor zweier Werke, in denen er das Thema der alten Ostindien-Kompanie gegenüber der „eingreifenden“ neuen Kompanien vertrat. Das erste war ein Flugblatt mit dem Titel Considerations Humbly Tendred, Concerning the East-India Company (1688). Die zweite war eine Broschüre mit dem Titel Some Considerations Relating to the East-India Trade (1694).